# 진양기맥
진양기맥(晉陽岐脈)은 백두대간이 통과하는 남덕유산(1507m)에서 갈라져 나와 남강과 황강을 가르면서 진주까지 이어지는 산줄기다. 진양기맥이라는 이름은 남강댐에 의해 생긴 진주의 진양호(晉陽湖)에서 비롯되었다. 산자분수령(山自分水嶺) 법칙에 따라 남강과 낙동강의 합수점인 경상남도 의령군 지정면 방향의 산줄기를 따라야 하는 것이 정석이나 한우산에서 남쪽으로 방향이 틀어졌다. 금원산(1353m), 기백산(1331m), 황매산(1108m), 한우산(835m), 자굴산(897m) 등을 지나며 남강댐 부근의 진양호 공원에서 끝이 난다. 중간에 정수지맥, 우봉지맥이 분기한다.
남덕유산(1507m, 백두대간에서 분기)-금원산(1353m)-기백산(1331m)-관술령-망설봉(620m)-갈전산(764m)-소룡산(761m, 정수지맥분기)-황매산(1108m)-철마산(378m)-금곡산(381m)-성현산(562m)-산성산(741m)-한우산(835m)-자굴산(897m)-망룡산(441m)-내리실고개(국도 제33호선 통과)-광제산(420m)-장아산(200m)-진양호 공원